# Oxygnostis diacma
Oxygnostis diacma är en fjärilsart som beskrevs av Edward Meyrick 1906. Oxygnostis diacma ingår i släktet Oxygnostis och familjen Lecithoceridae. Inga underarter finns listade i Catalogue of Life.